# Thymistadopsis
Thymistadopsis és un gènere de papallones nocturnes de la subfamília Drepaninae.

## Taxonomia
- Thymistadopsis albidescens (Hampson, 1895)
- Thymistadopsis trilinearia (Moore, 1867)
- Thymistadopsis undulifera (Hampson, 1900)